# Demolis albitegula
Demolis albitegula är en fjärilsart som beskrevs av Rothschild 1935. Demolis albitegula ingår i släktet Demolis och familjen björnspinnare. Inga underarter finns listade i Catalogue of Life.